# リガチャー (楽器)

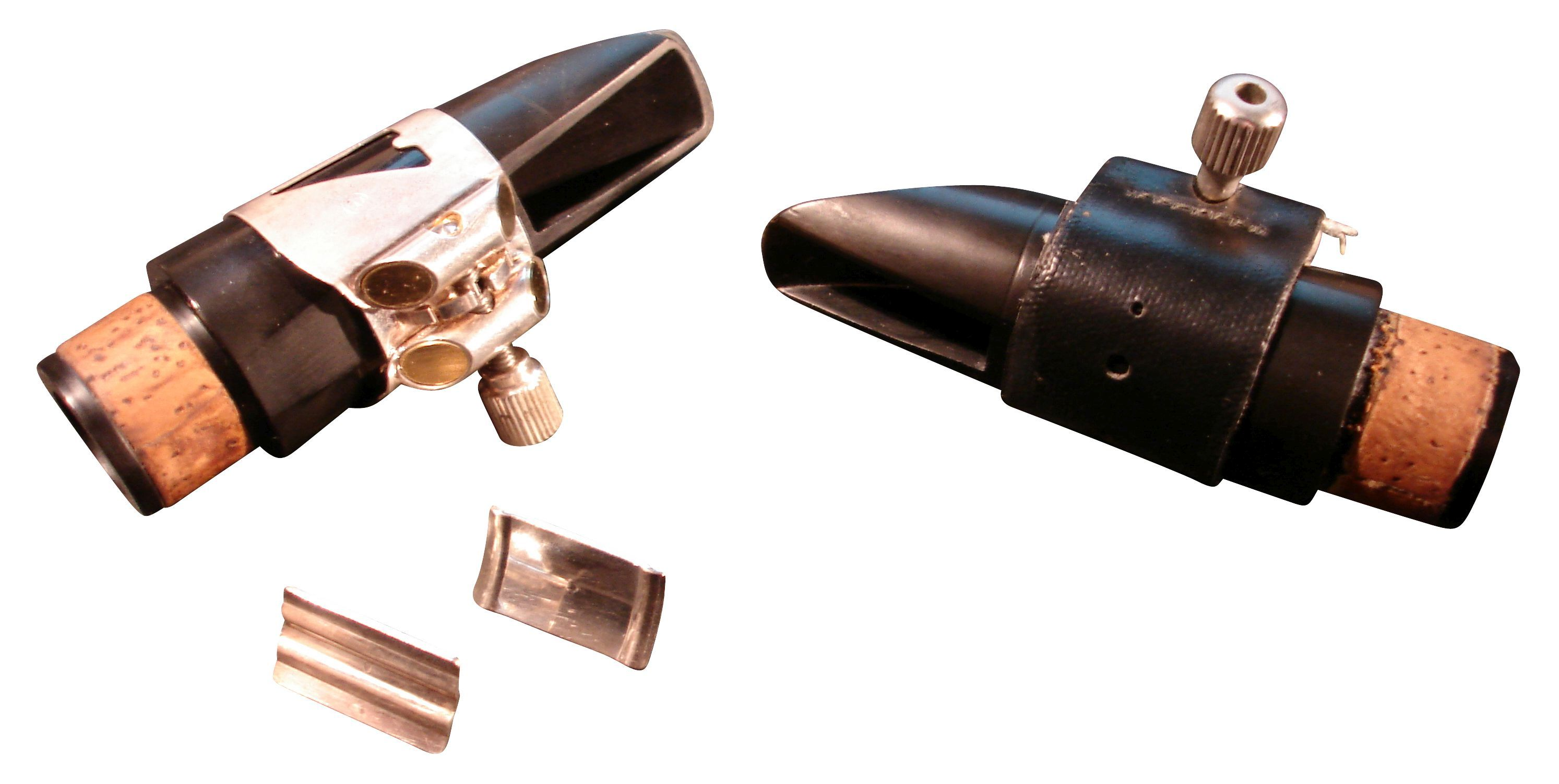
クラリネットマウスピースとリガチャー。 左側は、銀のバンドーレン （Vandoren）社製オプティマム・リガチャー（プレッシャー・プレートは交換可能）。右側は、ロブナー（Rovner）社製ノーガハイドの巻きつけ式リガチャー。 どちらもリードは付けていない状態。

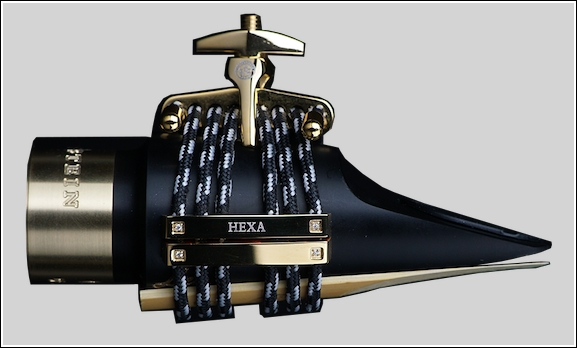
サックス用マウスピース（リガチャー付き (Silverstein)

リガチャー（英: ligature 英語発音: [ˈlɪɡətʃɚ]）は、 サックスやクラリネットなどのシングルリード楽器（英語: single-reed instrument）のマウスピースにリードを固定する楽器部品である。 リガチャーは、マウスピースが自由に振動できるようにしながら、リードをマウスピース台にしっかりと固定する。 初期のリガチャーは、リードに巻き付けて結んでいた紐のことであった。 イワン・ミュラー（Iwan Müller）が、撚り糸に代わる金属製のリガチャーを発明。 紐のリガチャーは、特にドイツのクラリネット奏者によってまだ使用されている。 現代のドイツ製マウスピースは、マウスピースの外側に溝があり、紐のリガチャーを簡単に巻くことができる。 現代のクラリネット奏者の中には、紐よりも簡単に調整できるため、リガチャーの代用として靴紐を使用する人さえいる。 現代のクラリネット奏者は他にもリガチャーとして絶縁テープを使用することがある。
リード楽器が最大の演奏効果を得るためは、リガチャーを適切に取り付ける必要がある。 自由に振動させながらリードを歪ませないようにするためには、リガチャーを少なくともリードのストック 部分の半分ほど下に置きネジを締めすぎないようにする必要がある。
リガチャーは、最も一般的には金属製であり、ニッケル、銀、または金でメッキする。リガチャーは 、針金、針金の網、プラスチック 、 ノーガハイド 、太いナイロン製、木材、紐、または革からも作られる。リガチャーは、そのバンド（輪っか）が、そのままリードに接触するか、またはプレッシャープレートを介して接触するかの2つに分類できる。プレッシャープレートは、バンドにそのまま取り付けられるか、バンドに取り付けられたブロックからつまみネジを使って内側へ調整していく。
リガチャーの設計上、リードをしっかりと押さえつけながらリードの圧力による歪みを最小限に抑え振動を最大化しないといけないが、そのためにさまざまな機能が組み込まれている。 コンタクトレールは、金属バンドまたはプレッシャープレートタイプのリガチャーで、リードに対して平行または横向きに取り付けられ、材質は、金属、木材、またはプラスチックのどれかである。 プレッシャープレートには、リードとの接触を制御するために、隆起した接触部、尖った形状、または凹形部分をもっていることがある。 一部のバンドはリードの振動の吸収をさらに少なくするよう、マウスピースとの接触を最小限に抑えるように設計されている。